# Șcedrovka, Pavlovo
Șcedrovka (în rusă Щедровка) este o localitate rurală din cadrul Selsovietul Strelka⁠(d), raionul Pavlovo, regiunea Nijni Novgorod.